# Заречный (Архангельская область)
Заречный — поселок в Коношском районе Архангельской области. Входит в состав Коношского городского поселения.

## География
Находится в юго-западной части Архангельской области на расстоянии приблизительно 6 км на восток-северо-восток по прямой от административного центра района поселка Коноша у железнодорожной линии Коноша-Котлас.

## История
Поселок упоминается с 1929 года как 9-й км (здесь была лесобиржа Коношского леспромхоза).

## Население
Численность населения: 364 человека (русские 95 %) в 2002 году, 304 в 2010.